# Zurobata intractata
Zurobata intractata là một loài bướm đêm trong họ Erebidae.